# Clinómetro

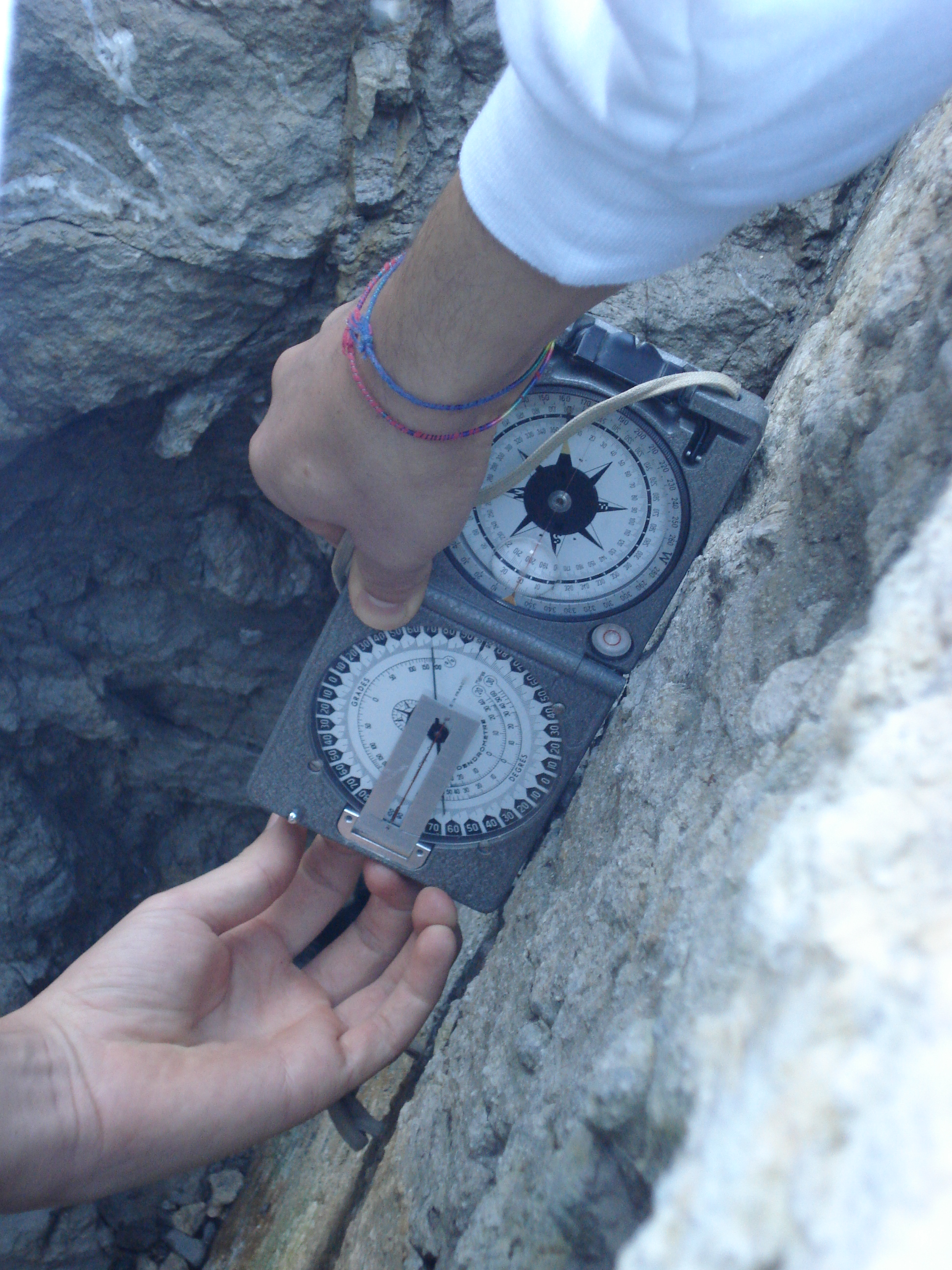
Brújula con clinómetro para la medición del ángulo de buzamiento de los estratos del terreno.

El clinómetro (Del Gr, Klincin, ‘inclinar’ y métron, ‘medida’) es un instrumento metrológico que se utiliza para determinar el ángulo en grados sexagesimales, con respecto a la vertical, de distintos objetos (torres, postes, árboles, estratos, etc.). Antiguamente, se empleaba para determinar el ángulo de tiro en las piezas de artillería. En los cañones se instalaba en diferentes lugares con el fin de establecer el valor del ángulo del tiro en milésimas utilizando la escala Vernier de medición y el nivel que tenía el dispositivo.